# Klášter Tkon
Tkonský klášter svatých Kosmy a Damiána (chorvatsky Samostan svetih Kuzme i Damjana, též klášter Ćokovac, nebo klášter Tkon) je klášter v Dalmácii, poslední z benediktinských klášterů na chorvatském území. Je zasvěcen starokřesťanským mučedníkům Kosmovi a Damiánovi. Přísluší do Slovanské benediktinské kongregace svatého Vojtěcha.

## Poloha

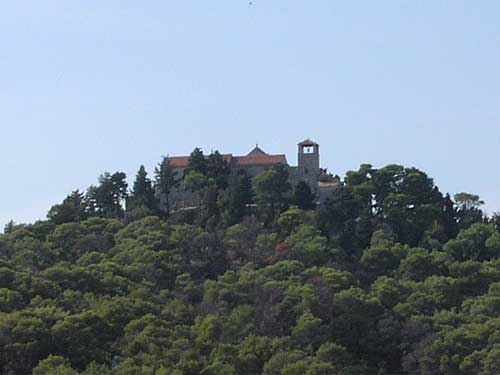
Vrcholek Ćokovac s klášterem

Nachází se na ostrově Pašman, několik kilometrů od pobřeží města Biograd na Moru, na pahorku Ćokovac u obce Tkon. Přesná adresa je Samostan Ćokovac, Put Ćokovca 7, 23212 Tkon.
Název Ćokovac pochází od nářečního výrazu ćok, který označuje kosa černého.

## Dějiny
Klášter byl založen v roce 1059 zadarským biskupem Teodorikem na pozůstatcích byzantské pevnosti, kde se již dříve nacházel první starokřesťanský chrám. Po zničení Biogradu na Moru a okolí Benátčany ve 12. století se benediktini později vrátili na Pašman, aby klášter obnovili. Ten byl přebudován v gotickém slohu. V klášterním kostele je uložen kříž z 15. století. Mniši ostrov v roce 1808 opustili, ale roku 1965 byl konvent obnoven.
Klášter byl střediskem šíření liturgických knih psaných hlaholicí. Tím se stal zdejší klášter významným také pro české dějiny, když poskytl v roce 1347 slovanské mnichy (zv. hlaholáše či glagolity) pro nově založený slovanský Emauzský klášter v Praze, od té doby zvaný Na Slovanech. Ačkoli národnost všech nových mnichů v Praze není známa, někteří pocházeli z Dalmácie, jiní byli vysláni carem Štěpánem Dušanem ze Srbska. První opat Jan od roku 1350 užíval všechny opatské insignie včetně infule a byl rodem Chorvat. Karel IV. tak chtěl zdůraznit také svůj slovanský původ ze starobylé slovanské dynastie Přemyslovců a také si uvědomoval jedinečnost českých zemí, coby místa společného dědictví západního latinského ritu s cyrilometodějskou tradicí východní liturgie.